# Daddy Cool
Daddy Cool är en sång av gruppen Boney M från 1976. Denna låt blev deras stora internationella genombrott och låg etta på många listor i olika länder.

## Listplaceringar
| Lista (1976-1977) | Topplacering |
| ----------------- | ------------ |
| Nederländerna     | 3            |
| Norge             | 1            |
| Nya Zeeland       | 15           |
| Schweiz           | 1            |
| Sverige           | 1            |
| USA               | 65           |
| Österrike         | 1            |

### Fotnoter
1. ↑  ”Listplacering”. http://dutchcharts.nl/showitem.asp?interpret=Boney+M%2E&titel=Daddy+Cool&cat=s. Läst 7 maj 2011.
2. ↑  ”Listplacering”. http://norwegiancharts.com/showitem.asp?interpret=Boney+M%2E&titel=Daddy+Cool&cat=s. Läst 7 maj 2011.
3. ↑  ”Listplacering”. Arkiverad från originalet den 16 augusti 2015. https://web.archive.org/web/20150816103148/http://charts.org.nz/showitem.asp?interpret=Boney+M%2E&titel=Daddy+Cool&cat=s. Läst 7 maj 2011.
4. ↑  ”Listplacering”. http://hitparade.ch/showitem.asp?interpret=Boney+M%2E&titel=Ma+Baker&cat=s. Läst 7 maj 2011.
5. ↑  ”Listplacering”. http://swedishcharts.com/showitem.asp?interpret=Boney+M%2E&titel=Daddy+Cool&cat=s. Läst 7 maj 2011.
6. ↑  ”Listplacering”. http://www.billboard.com/charts/hot-100#/song/boney-m/daddy-cool/1137709. Läst 7 maj 2011.
7. ↑  ”Listplacering”. http://austriancharts.at/showitem.asp?interpret=Boney+M%2E&titel=Daddy+Cool&cat=s. Läst 7 maj 2011.